# Denkanikottai
Denkanikottai é uma panchayat (vila) no distrito de Dharmapuri, no estado indiano de Tamil Nadu.

## Demografia
Segundo o censo de 2001,  Denkanikottai  tinha uma população de 19,331 habitantes. Os indivíduos do sexo masculino constituem 52% da população e os do sexo feminino 48%. Denkanikottai tem uma taxa de literacia de 63%, superior à média nacional de 59.5%: a literacia no sexo masculino é de 70% e no sexo feminino é de 57%. Em Denkanikottai, 14% da população está abaixo dos 6 anos de idade.